# Chutes Bird Woman
Les chutes Bird Woman Falls, en anglais Bird Woman Falls, littéralement « Chutes de la Femme Oiseau », sont un groupe de chutes d'eau d’environ 150 mètres de haut située à l’ouest du continental divide dans le parc national de Glacier dans l’État du Montana aux États-Unis.  
Les chutes sont visibles à plus de trois kilomètres à partir de la route touristique Going-to-the-Sun Road qui traverse le parc d’ouest en est. Les chutes sont alimentées par la fonte des glaciers présents sur le mont Oberlin. Le débit est à son maximum à la fin du printemps et au début de l’été et atteint son minima en automne.

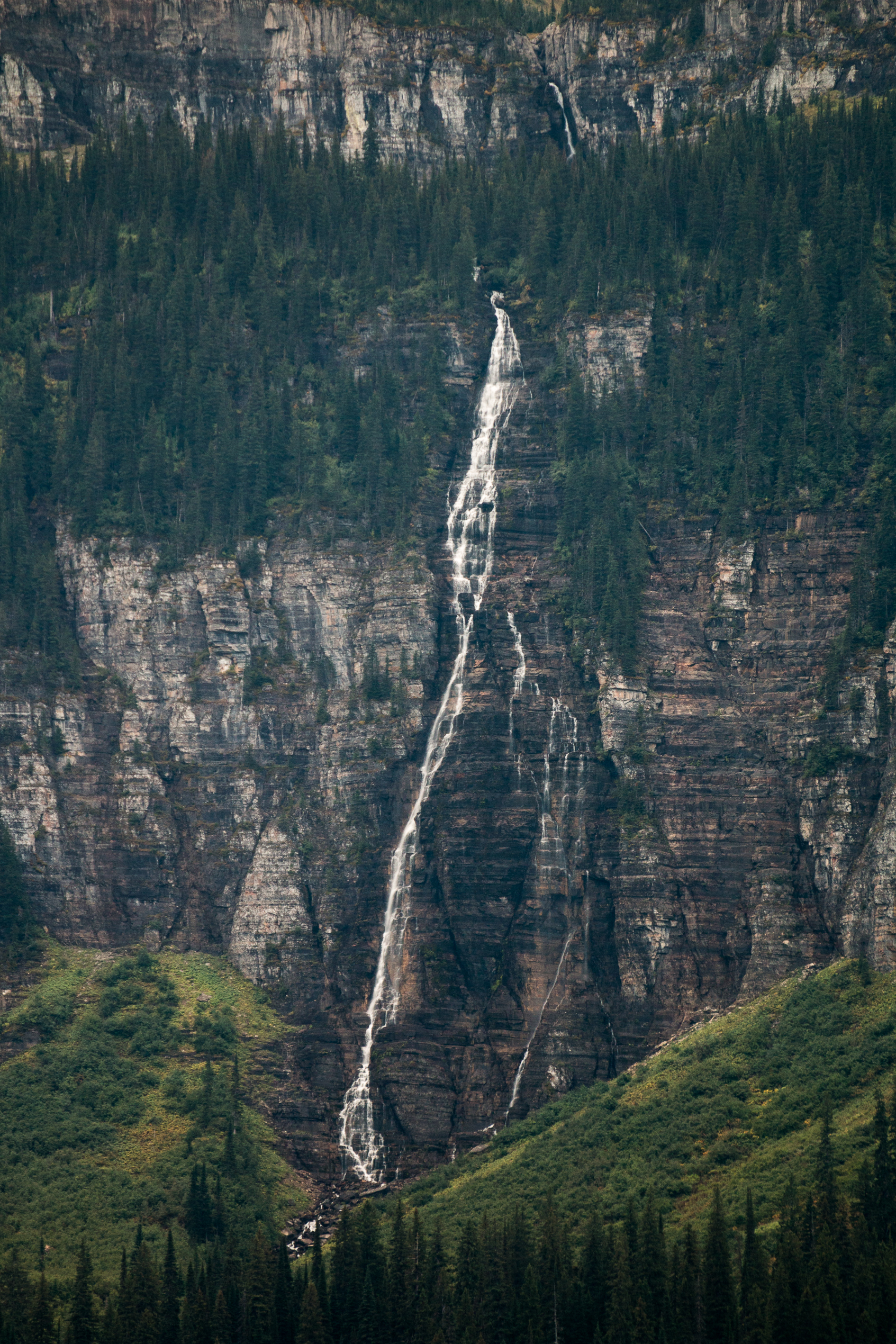
Les Bird Woman Falls de Going-to-the-Sun Road